# Vinces
Vinces är en ort i Ecuador.   Den ligger i provinsen Los Ríos, i den centrala delen av landet, 200 km sydväst om huvudstaden Quito. Vinces ligger 17 meter över havet och antalet invånare är 32 497.
Terrängen runt Vinces är mycket platt. Runt Vinces är det ganska tätbefolkat, med 86 invånare per kvadratkilometer. Vinces är det största samhället i trakten. Omgivningarna runt Vinces är huvudsakligen savann.